# Société des auteurs, compositeurs et éditeurs de musique
Société des auteurs, compositeurs et éditeurs de musique (SACEM, Sociedad de Autores, Compositores y Editores de Música) es una asociación francesa que se encarga del pago de los derechos de autor y la distribución hacia los autores, compositores y editores musicales, fundada en 1851.

## Historia
En París, el compositor Ernest Bourget, en el año 1847, logró que le pagaran por su trabajo interpretado por otro artista en el café-concert Les Ambassadeurs. Los tribunales franceses reconocieron esto como derechos legítimos fundados en las leyes de la revolución. Para el año 1850 ya había una unión provisional de autores, compositores y editores de música y un año después, y con la profesionalización de la unión se convirtió en una sociedad (société civile) de autores, compositores y editores que reparte los derechos de autor recogidos entre los miembros. Esta regla se ha mantenido hasta la actualidad. La empresa se expande por todo el territorio francés con 181 agencias en 1858.
Enlaces externos
- Sitio oficial Inglés
- Sitio oficial Francés